# Gillet Herstal

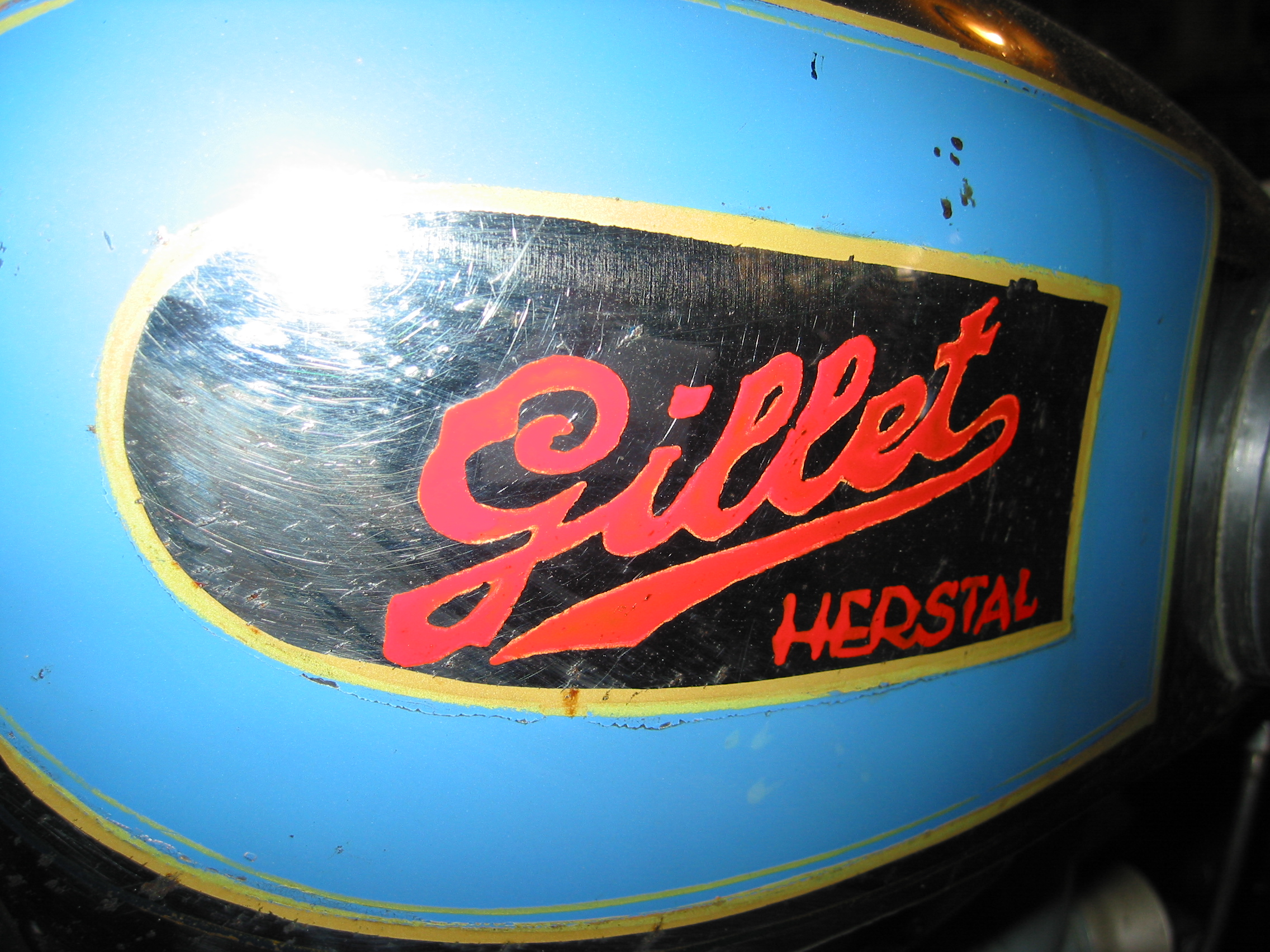
Emblem von Gillet Herstal

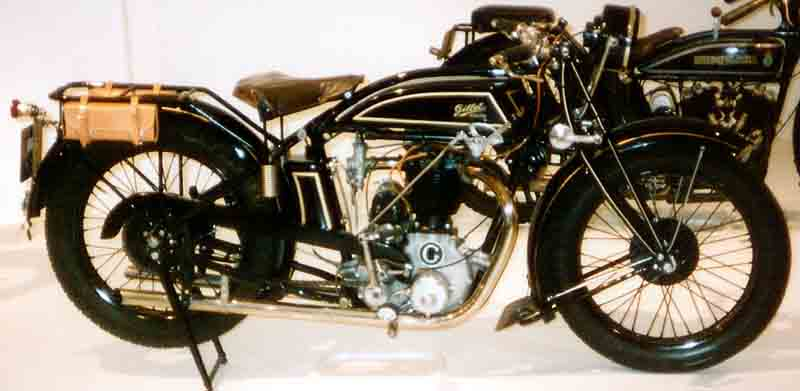
Gillet Sport von 1928

Gillet Herstal war ein belgischer Hersteller von Motorrädern aus Herstal.

## Unternehmensgeschichte
1919 begann S.A. des Atéliers Gillet mit der Produktion von Motorrädern. 1960 endete die Produktion.

## Produkte
Die verschiedenen Motorräder gab es mit Zweitakt- und Viertaktmotoren, manche mit SV-Ventilsteuerung, andere mit OHV-Ventilsteuerung. Einige Motoren wurden von Motosacoche zugekauft. Genannt werden Hubräume von 98 cm³, 148 cm³, 248 cm³, 346 cm³, 348 cm³, 498 cm³, 598 cm³, 720 cm³ und 990 cm³.
Gillet Herstal 720 AB ist ein Motorradgespann.
Von 1928 bis 1932 wurden Motoren an den Rennfahrer Victor Vroonen geliefert. Er stellte damit drei- und vierrädrige Rennwagen und Rekordwagen her. Am 22. September 1929 wurde mit einem dieser Fahrzeuge in Oostmalle ein Geschwindigkeitsrekord in der Kategorie Cyclecar 500 aufgestellt, die Geschwindigkeit betrug 117,647 km/h. Wenn das Fahrzeug erfolgreich war, fiel der Name Gillet. Bei Misserfolg hieß es Vroonen Special.
Etwa 1960 montierte das Unternehmen 40 Personenkraftwagen vom Typ Alpine A106.